# Slow Motion
Slow Motion – trzynasty album studyjny brytyjskiej, progresywnej grupy rockowej Supertramp, wydany w 2002 roku. W Ameryce Północnej był on dostępy wyłącznie przez stronę internetową zespołu, wydany przez ich własną wytwórnię.
Utwór "Goldrush", został napisany w 1970 roku, jeszcze w pierwszym składzie zespołu, i był grany jako utwór otwierający na każdym koncercie grupy, aż do czasów Crime of the Century. Członkowie grupy już wcześniej próbowali nagrać utwór w studiu, lecz żadna z wersji nie była dla nich satysfakcjonująca.

## Spis utworów
Wszystkie piosenki (oprócz "Goldrush") zostały napisane przez Ricka Daviesa.
1. "Slow Motion" – 3:50
2. "Little By Little" – 4:30
3. "Broken Hearted" – 4:28
4. "Over You" – 5:06
5. "Tenth Avenue Breakdown" – 8:57
6. "A Sting in the Tail" – 5:17
7. "Bee in Your Bonnet" – 6:27
8. "Goldrush" (Rick Davies, Richard Palmer-James) – 3:06
9. "Dead Man's Blues" – 8:26

## Wykonawcy
- Rick Davies – harmonijka ustna, instrumenty klawiszowe, wokal
- Mark Hart – gitary, instrumenty klawiszowe, wokal wspierający
- John Helliwell – saksofon, instrumenty dęte
- Cliff Hugo – gitara basowa
- Bob Siebenberg – perkusja
- Jesse Siebenberg – instrumenty perkusyjne, wokal wspierający
- Lee Thornburg – róg, wokal wspierający
- Carl Verheyen – gitary

## Produkcja
- Producenci: Rick Davies, Mark Hart, Jay Messina
- Inżynier: Jay Messina
- Mastering: Greg Calbi
- Narzędzia: Seth McClain
- Zdjęcie: Jean Ber, Richard Frankel

## Pozycje

### Album
| Lista 1997           | Pozycja |
| -------------------- | ------- |
| Notowanie niemieckie | 17      |